# 알코네타르 다리
알코네타르 다리(스페인어: Puente de Alconétar, Puente de Mantible)는 스페인의 엑스트레마두라주에 있는 로마의 결원아치교이다. 4-5:1의 라이즈비(Span to rise ratio)를 지닌 평평한 아치의 이 고대 건축물은 결원아치의 가장 초기의 것 중 하나이다. 이러한 구조 때문에, 아마도 당대 가장 유명한 건축가인 다마스쿠스의 아폴로도로스의 주도로 트라야누스나 하드리아누스 황제가 2세기 초에 알코네타르 다리를 지었을 것으로 추측된다.
거의 300 m 길이의 알코네타르 다리는 이베리아반도에서 가장 긴 강인 타구스강을 통과하는, 히스파니아 서부의 남쪽과 북쪽을 잇는 가장 중요한 로마 도로인 비아 데 라 플라타의 교차점 역할을 하였다. 레콩키스타 시대까지 역할을 계속했던 것으로 추정되며, 그 뒤에 스페인 공학자들이 여러 근세적인 재건을 시도했지만 실패하였다. 주로 강변 오른쪽에서 발견되는 알코네타르의 잔해들은 1970년에 알칸타라 댐을 지으면서 원래 위치에서 옮겨졌다.

## 위치와 도로 접근

히스파니아의 로마 도로망 내 알코네타르 다리 위치

좀더 하류에 위치한 알칸타라 다리와 혼동되기도 하는 옛 알코네타르 다리는 엑스트레마두라주의 카세레스도의 심장부인 알몬테강의 하구에서 멀지 않은 타구스강에 걸쳐 있었다. 바로 인접한 곳에서 타구스강을 지나가는 오늘날의 차로 및 철로는 스페인 남부와 북부 간에 위치한 이곳 교차점의 역사적 중요성을 보여준다. 1970년에 알칸타라 댐을 짓는 동안, 다리의 잔해가 원래 위치에서 가로비야스 데 알코네타르라는 지방자치단체와 인접한, 북쪽으로 6km 거리에 목초지로 옮겨졌다. 이와 대조적으로, 일부 흔적들은 알몬테강을 지나가는 고대의 다리 인근에 남겨져 있다.
고전 시기에, 알코네타르 다리는 시간이 흘러 '비아 데 라 플라타'라고 불린 '이테르 압 에메리타 카이사라우구스탐'라는 로마 도로의 일부였다. 이 중요한 이베리아의 내륙 연결로는 남쪽의 중심 도시 메리다에서, 알라곤강, 티에탙르강, 타구스강의 유역을 따라, 북쪽으로 이어져고, 그 다음에는 메스타 센트랄의 서쪽을 거쳐 주요 도시 살라망카라는 주요 도시를 지나쳤다. 종착점은 스페인 북서부의 아스토르가였다. 비아 데 라 플라타는 아우구스투스 (재위: 기원전 30년–서기 14년)와 그의 후임자들이 이베리아반도의 군사적 지배와 부유한 히스파니아의 금•은광 개발을 촉진하기 위해서 설리된 주요 도로 네 개 중 하나였다.
타구스강의 교차점 외에도, 다른 고대 다리 네 곳의 잔해를 도로를 따라 발견할 수 있는데 알바레가스(Albarregas)강에, 알후센(Aljucén)강에, 카파라(Caparra)강에서 가까운 곳에, 토르메스강 등에 있다. 알코네타르 다리를 내려다보는 구릉지대에, 투르물루스(스페인어: "Ad Túrmulos")라는 이름의 만시오가 당시에 관례적인 거리 간격에 따라 설치되어 있으며, 메리다와 아스토르가 사이에 있던 16개 만시오 중에 4번째이다.

## 역사

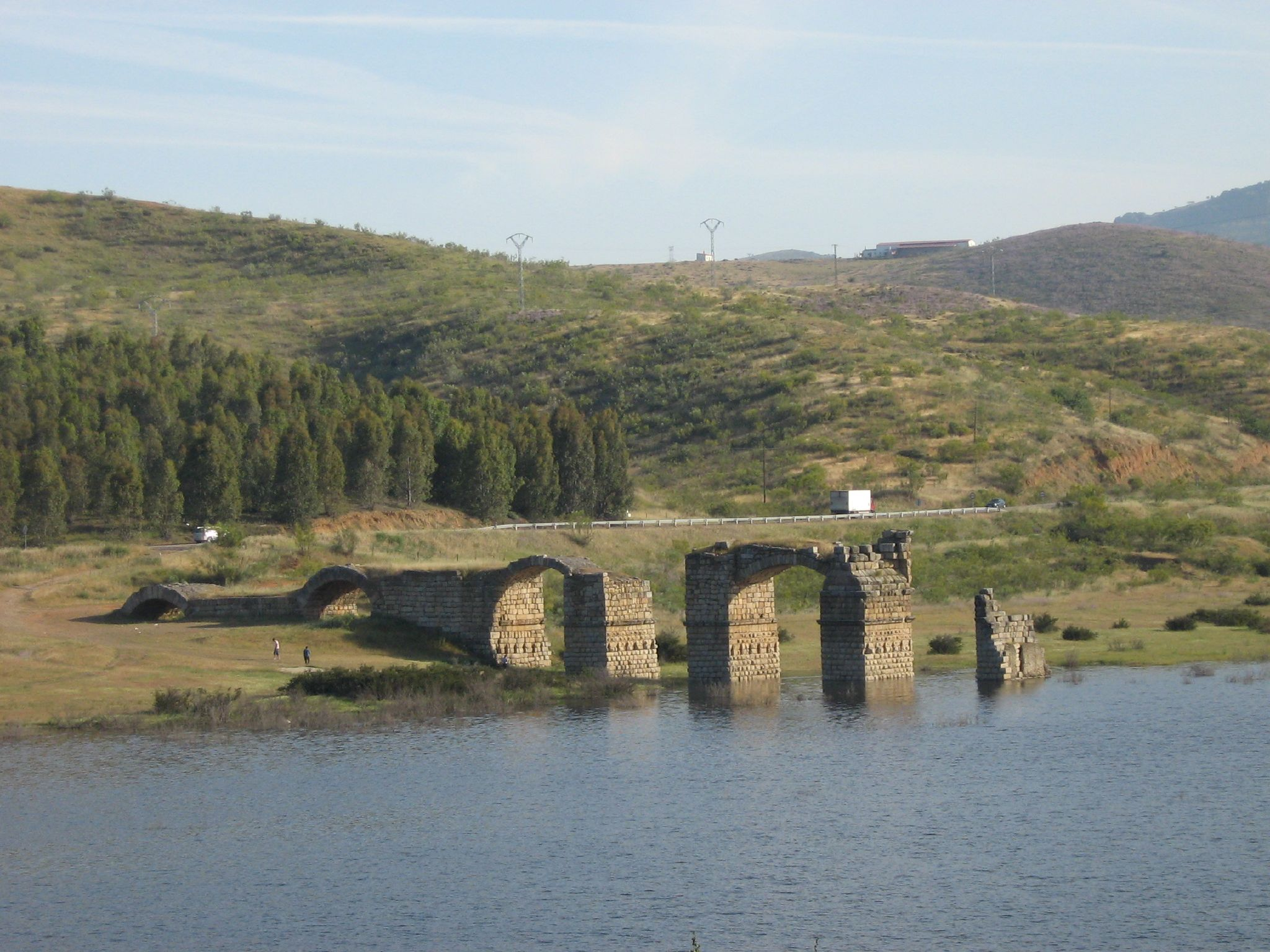
범람 기간 이축된 다리의 잔해

알코네타르 다리의 정확한 건설 시기는 문헌 및 금석학 자료가 사라졌기 때문에 알 수 없다. 이 다리의 결원아치 구조는 서기 2세기 초에, 좀 더 정확히는 트라야누스 (재위: 서기 98–117년) 혹은 하드리아누스 (재위: 서기 117–138년)의 치세에 지어졌다는 점을 제시하는데, 이 아치 형태의 사용이 전형적으로 이 시기의 것이기 때문이다. 두 통치자 모두 스페인 남부인 바이티카 출신들이었고 트라야누스는 즉위가 하고 나서 '이테르 아브 에메리타 카이사라우구스탐'을 복구하라 명령을 내렸다고 알려져 있다. 결원아치는 트라야누스의 궁정 건축가 다마스쿠스의 아폴로도로스가 종종 사용하기도 했는데, 예시로 트라야누스 포룸과 가장 대표적으로 이 당시 최대의 토목공학적 성취라고 할 수 있는 트라야누스 다리 등이 있는데, 트라야누스 다리는 거대한 20개의 콘크리트 기둥 20개 위에 놓여있고 너비 1,000 m (3,300 ft) 이상의 다뉴브강을 너머로 군대를 옮기기 위해 다키아 전쟁 중에 쓰였다.

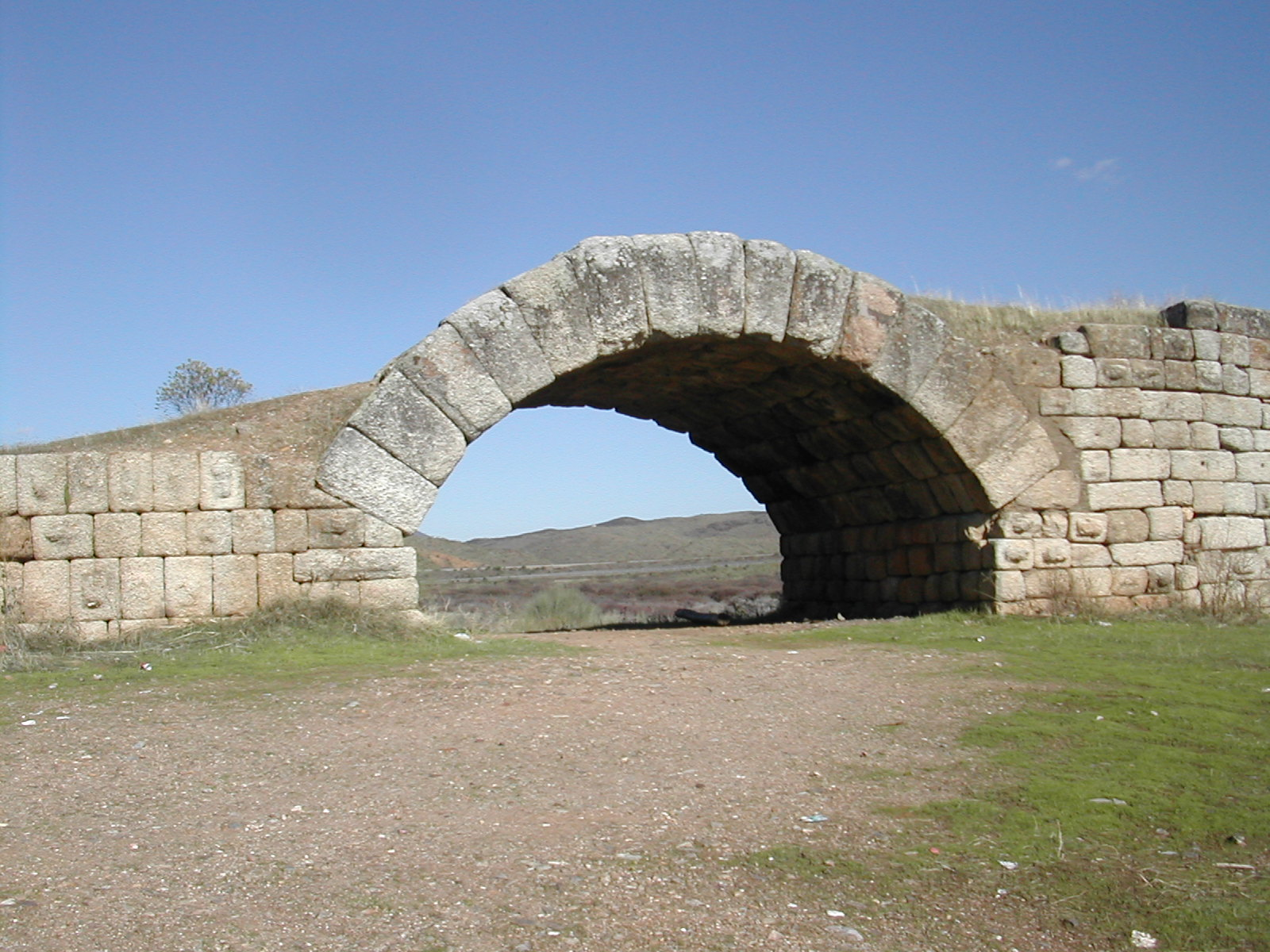
두 번째 방수로. 아치 두께는 1.20 m이다.

무어인 지리학자들은 알코네타르 다리에 대해서 언급한 바는 없었지만, 마찬가지로 타구스강을 통과하는 알칸타라 다리에 대해선 극찬하였다. 알코네타르, 알코네타라 혹은 알콘트라 (아랍어: "작은 다리")라고 불린 공동체가 일시적으로 존재했다고 하는 약간의 증거가 있는데, 아마도 알칸타라의 높이 솟은 다리에 대해 간접적으로 나타낸 것일 것이다. 알코네타르 다리가 샤를마뉴와 그의 12 기사들에 관한 전설을 암시하는 표현이었던 지역 방언인 '만티블레 다리'(Puente de Mantible)라고 불렸기에 알려지지 않았을 수도 있다.
알코네타르 다리는 레콩키스타 시대까지 사용되었을 것으로 보이는데, 이 당시에 타구스강은 11세기에서 13세기까지 기독교인들과 무어인들 왕국 간의 국경을 형성했고, 이들의 잦은 충돌이 이 고대 다리를 쉽게 사용하지 못하게 했을 수 있다. 또 다른 이론에 따르면, 강물이 당시 다리 기초 부분들을 쓸려 나가게 했을 수도 있었다.

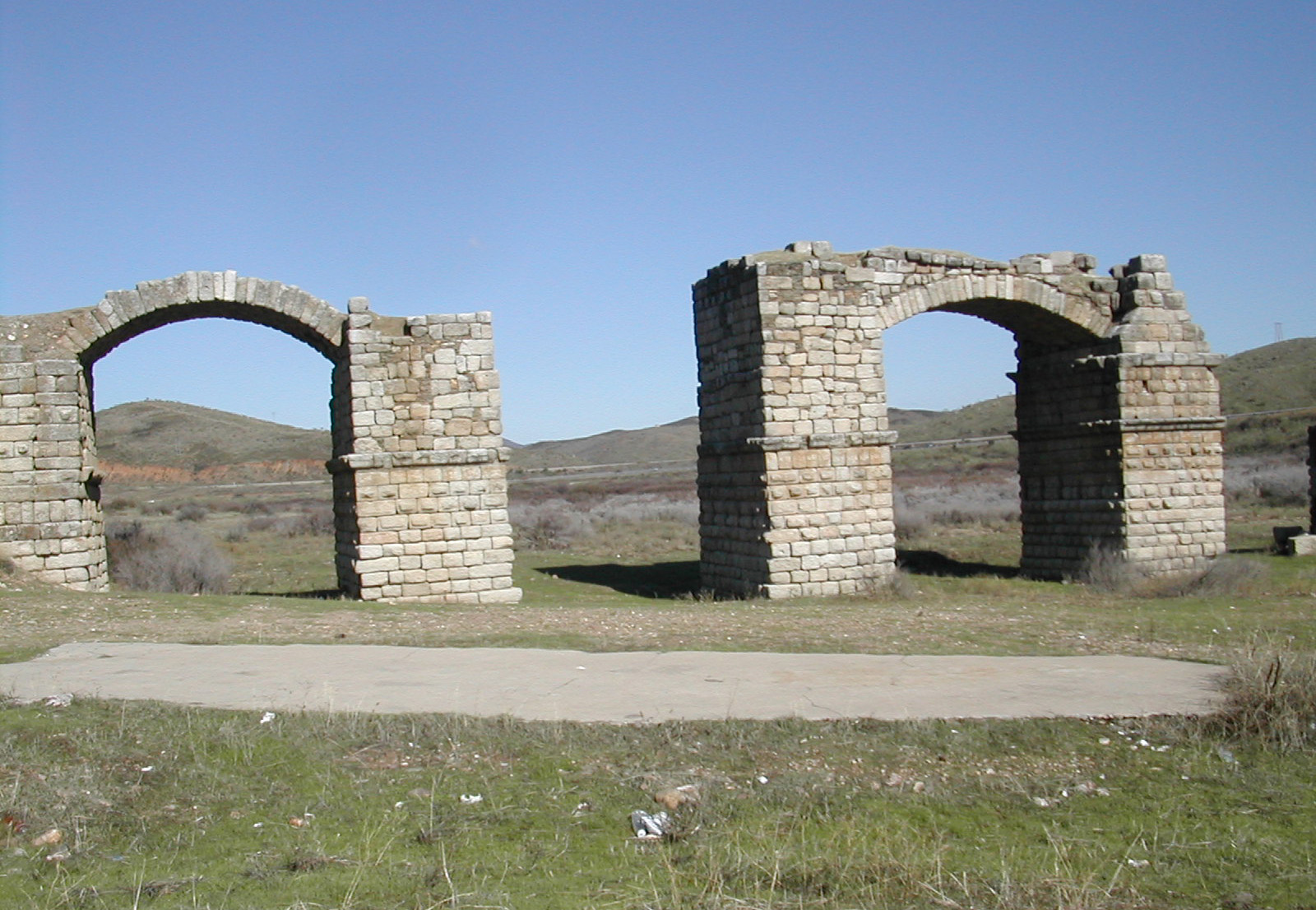
1번과 3번 등 두 개 아치는 시간이 흐른 뒤에 재건되었다.

알코네타르 다리는 기록상에서 1231년에 처음 등장했고, 다시, 1257년에 등장했는데, 이때는 다리가 사용되었더라고 명백히 언급되었다. 아마도 한동안 다리와 더불어 마을의 소유권을 가졌던 성전 기사단이 다리를 수리했을 것이다. 로마 시대의 구조물이 아닌, 현존하는 첫 번째, 세 번째 아치는 이 시기의 것으로 추측된다. 그렇지만 1340년 무렵에 알코네타르 다리는 분명하게 다시 사용이 불가능했는데, 그래서 수송편이 타구스강을 건너기 위해 설치되었으며, 이 수송편은 후대에도 기록에 남았다. 고대의 중간 기착지가 있던 터에, 중세 때 요새가 세워졌는데 로마 시대의 스폴리아로 지어진 요새의 망루가 물 높이가 낮을 때 알칸타라 저수장에서 드러난다.
근세 때 알코네탙르 다리를 재개하려는 몇 차례 시도가 성공적이지 못 했던 것으로 확인되었다. 1553년에, 건축가 로드리고 힐 데 온타뇬은 그의 계획 방침을 실현시키지 않은 채로 다리의 재건 비용에 대해서 두카트가 든다고 책정하였다. 1560년의 알론소 데 코바루비아스(Alonso de Covarrubias)와 에르난 루이스(Hernán Ruiz) 등은 기획 단계 이상으로 넘어가지 못하였고, 1569년과 1580년 사이에 다른 계획도 하지 않았다.

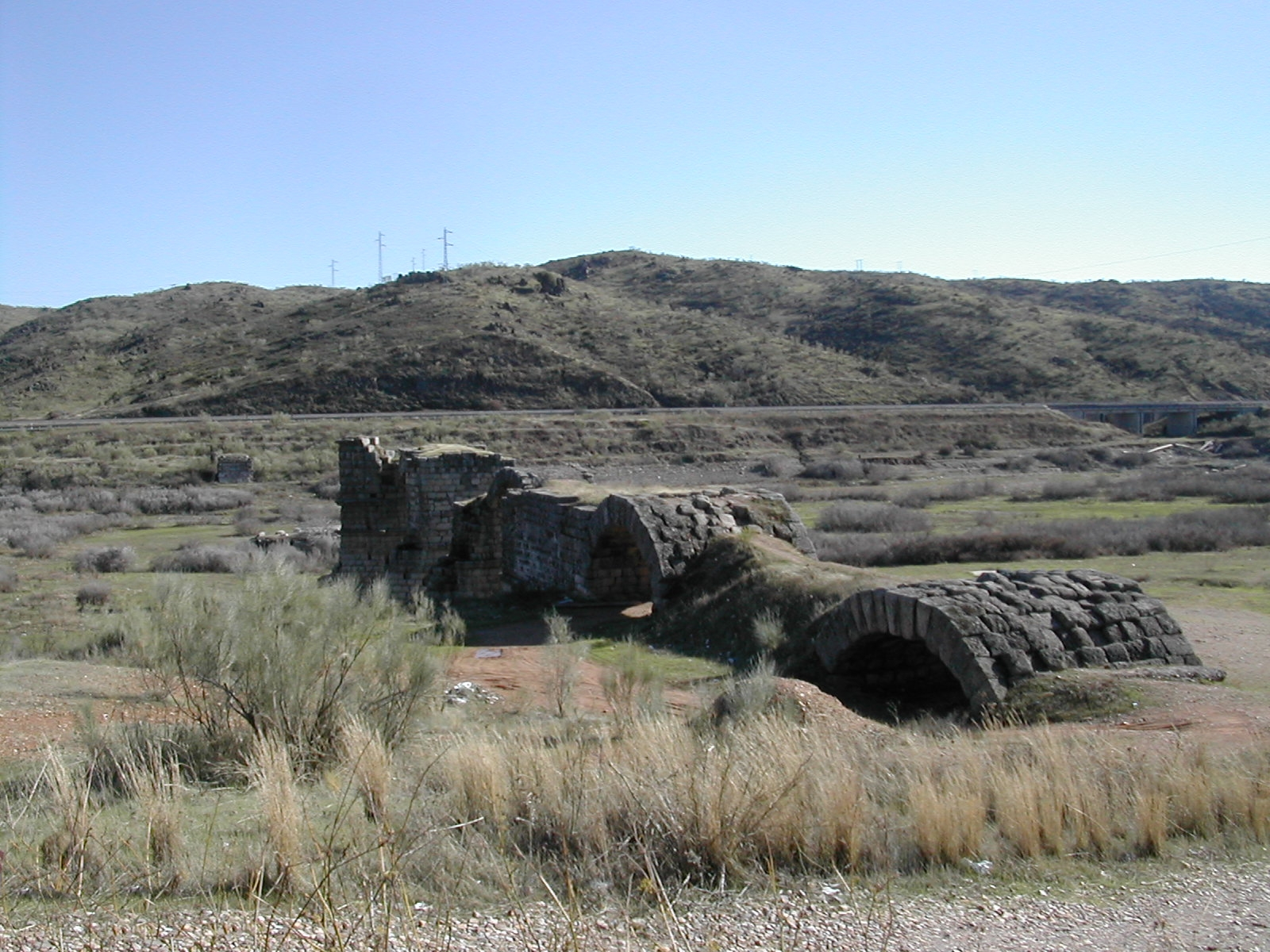
전경 속 로마의 홍수용 개구부 1번과 2번

18세기에 1730년과 1760-70년 등 두 차례 다리를 수리하려는 시도는 실패로 끝나고 말았다. 공병 출신인 호세 가르시아 갈리아노(José García Galiano)의 후자 시도는 커다란 결원아치 세 개를 포함한 완전한 재건 방식이었다. 계획 초안에서는 1790년에 페르난도 로드리게스 (Fernando Rodríguez)의 삽화와 불과 몇 년 뒤에 그려진 알렉상드르 드 라보르드의 판화에서 확인된 발견 사실인 당시에 이미 남아있는 아치들이 오른쪽 강변에 한정되어 있었음을 보여준다. 로드리게스가 만든 복원 스케치 (아래 그림 참조)는 강의 중심부에서 아치 가운데의 세 개 아치가 솟아있고 주된 특징인 알코네타르 다리의 옆 모습을 나타내고 있다. 이 아치들은 양쪽으로 9개의 결원아치들이 배치되어 있다. 아치의 대칭 구조로 봤을 때 상류로 보이는 오른쪽 강변에 있는 방어시설 대신에, 로마 시대에는 또 다른 결원아치가 있었을 수도 있다.
알코네타르 다리의 현대적인 과학적 분석에 대한 근거는 토목공학자 안토니오 프리에토(Antonio Prieto)의 1925년 조사를 통해서 비롯한 것이며, 해당 조사서는 1970년 다리의 이전이 있기 전 상태에 대해서 이야기하고 있다. 이 조사서가 가능한 한 원모습에 가깝게 다리를 복원하려는 진지한 시도였으나, 스페인 학자 두란 (Durán)은 주 형체에 대한 조금의 변화가 이러한 어려운 작업 과정에서 결코 피할 수가 없다는 점을 지적하였다.
알코네타르 다리는 1931년 이래로 스페인 당국에서 ‘역사 유산’으로 분류되었다.

## 구조

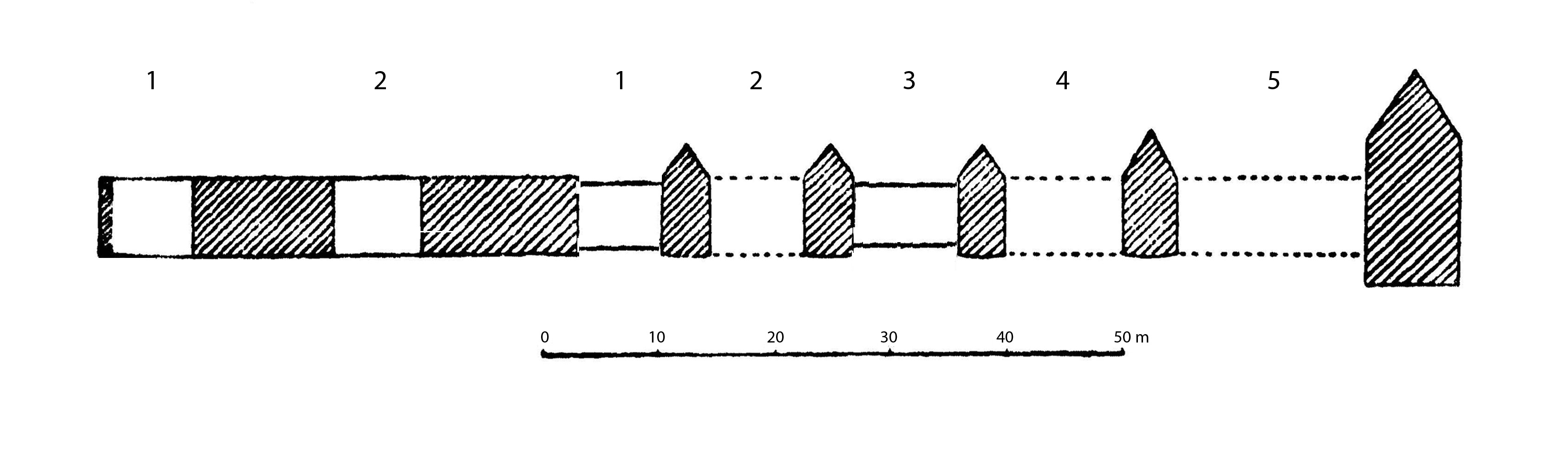
현존하는 다리 단면의 평면도

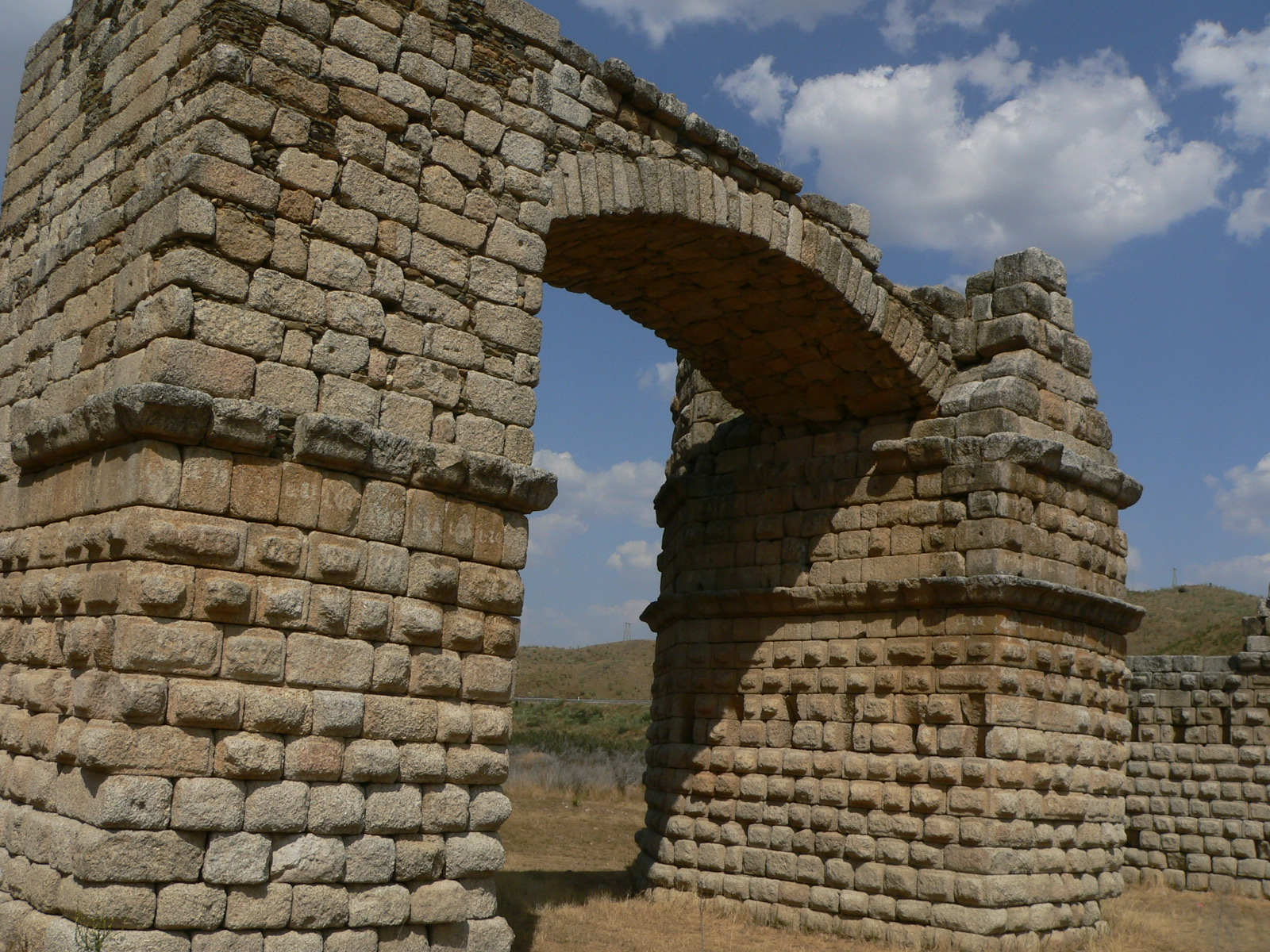
3번 아치. 3번 아치의 오른쪽 기둥 부분은 로마 시대의 결원아치를 위한 경사진 지지 부분을 버티고 있다.

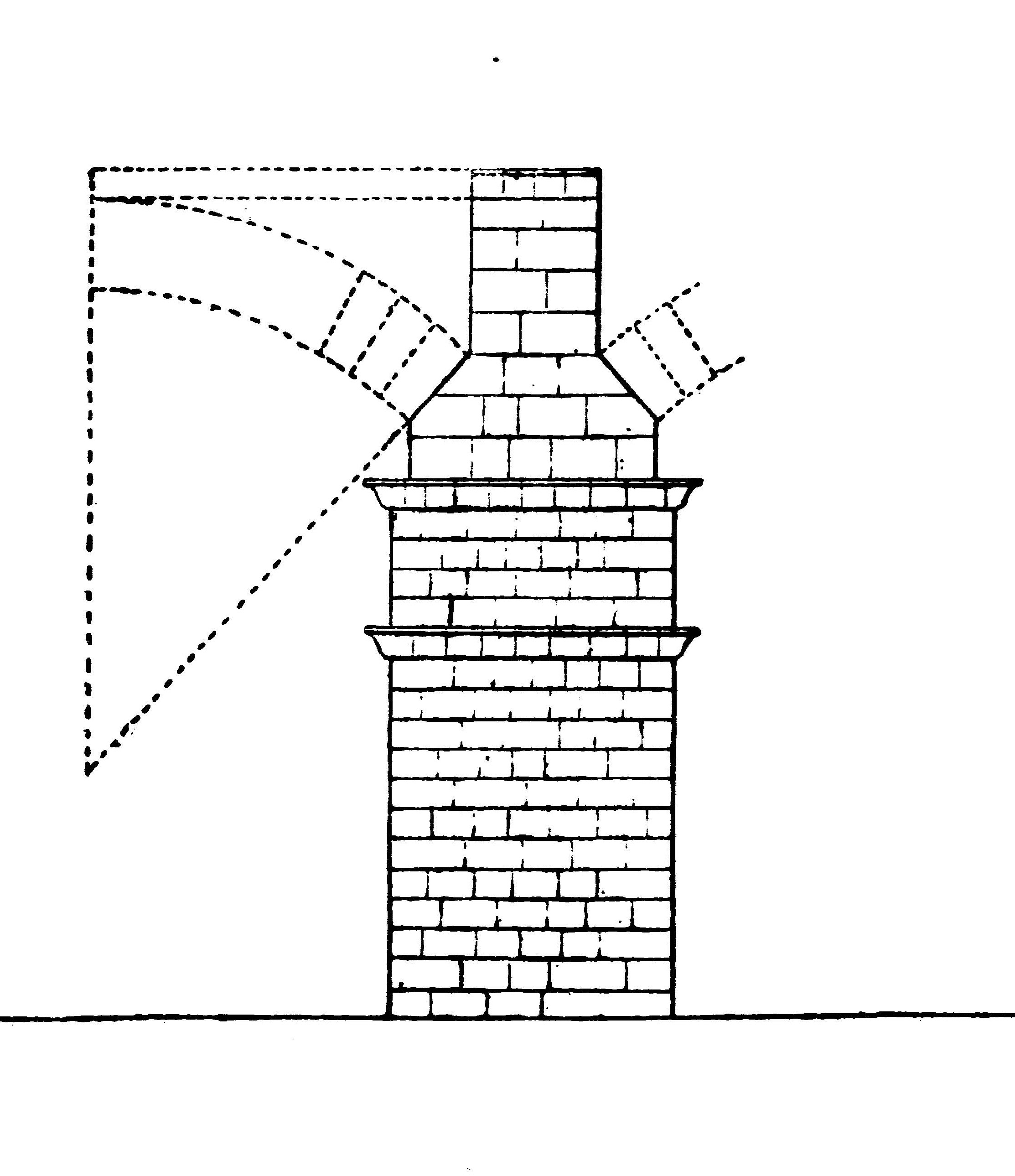
3번 아치의 입면도. 아치의 본래 보존된 지지대에 대한 곡률의 정도를 사용하여, 다리의 결원아치에 대한 라이즈비(span-to-rise ratio)를 산출하는 것이 가능했었다.

알코네타르 다리의 주요 특징은 아치의 결원 형태였으며, 이 아치 형태는 고대의 교량에서는 흔한 것은 아니었다. 히스파니아에 있던 로마의 교량들에 대한 조사에서, 10개 중에 하나만이 동일한 특징을 보였는데, 대부분은 반원 구조였다. 프리에토에 따르면, 알코네타르 다리는 오른쪽 진입로에 있는 암거를 포함하지 않고, 다음의 간격으로 16개의 아치가 있다고 하였다 (측정 수치는 대괄호 안에 있다):
- 미터: 7.30 – 8.20 – 9 – 10.15 – [11 – 12 – 13 – 14 – 15 – 14] – 13 – 12 – 11 – [10] – 9.30 – 9.10[10]

그렇지만 다른 사료들에서는 아치들이 11개에서 15개까지 다양했다. 직선 구조물의 전체 길이가 290 m (950 ft)였고, 이 중에 190 m (620 ft)는 물 깊이가 낮은 강바닥 걸쳐 있었다. 만일 아치들의 분명한 범위를 합하고, 남아있는 교각을 근거로 교각들을 평균 두께 4.4 m (14 ft)라고 가정할 때, 두 다리 경사로 간의 거리는 244 m (801 ft) (= 178 + 15 x 4.4)이었는데, 이는 강의 단면 73%에 해당했다. 이와 대조적으로, 코르도바, 메리다, 살라망카의 로마 교량은 각각 62%, 64%, 80%에 해당했다.
대부분의 남아있는 구조물은 강물의 흐름이 약했던 타구스강 오른쪽 강변에 집중되었다. 여러 교갹의 남은 부분들은 강의 가운데에 수면 위로 바로 올라와 있고, 왼쪽 강변에는 교각 두 개가 서 있는 채로 남아있으며, 그 옆에는 왼쪽 교대(橋臺)가 따라 서 있었다. 안전한 곳으로 옮겨진 다리의 일부 부분들은 근본적으로 다음과 같은데 (그림 참조): 아치형의 암거 2개가 있는 오른쪽 강변의 경사로, 4번 6번의 교각 잔해와 더불어 1, 2, 3번 교각, 1번, 3번 궁륭 등이다. 그 밖에 희귀 유적지들이 1970년 알칸타라 저수지의 범람으로 물에 잠겼었다.
경사로에 대한 진입로는 42 m (138 ft) 길이이고 너비는 6.55–6.80 m (21.5–22.3 ft)이다. 결원아치 두 개의 분명한 범위가 6.95 m (22.8 ft)와 7.40 m (24.3 ft)이었고, 이는 각각 4.0과 3.3 대 1의 라이즈비에 해당한다. 스피링잉(springings)의 경사 접촉면이 정확하게 적합한 것은 이 아치들의 로마 기원인 것을 분명하게 증명한다. 이외적인 1.20 m (3 ft 11 in) 너비를 지닌, 홍예석들이 경간과 관련해서 거대해 보인다 (각각 아치의 세장비가 1:5.8와 6.2). 이와 반대로, 현존하는 교량의 아치 1번과 3번 두 개는 부주의하게 쌓인 돌무더기로 만들어진, 불안정한 대체품들이다. 이 아치들의 시기는 수리 시기와 더불어 알려져 있지 않은데, 성전 기사단 시기에 지어졌을 가능성이 있다.
동시에 고전 이후에 명백한 구조물들은 아래쪽 코니스 위에 있는 첫 두 교각의 석조 부분인데, 석조 부분은 모든 교각에서 같은 높이로 돌출되어 있다. 이 교각의 상부 구조는 'Voyage Pittoresque'의 삽화에 따르면, 2번 교각에 설치된, 드로교나 탑을 목적으로 재건되었을 수 있다. 그에 반해서, 세 번째 교각은 12.50 m (41.0 ft)의 꼭대기까지 본래의 로마적 특징을 여전히 보존하고 있다. 모든 고대의 교각을 따라 형성되어 있고, 세심하게 만든 절단석과 두 번째 코니스는 로마 교량의 본래 형태에 대한 가장 독특한 느낌을 준다.
특히, 스프링잉 높이에 있는 경사진 돌 지지대를 근거로 하여 로마 시대의 경원아치의 높이를 비교적으로 정확하게 복원하는 것이 가능할 수 있었다. 따라서, 세 번째 아치는 원래는 부채꼴 95°를 형성했는데, 이는 다른 경원아치들에 대하여 라이즈비가 대략 4-5에서 1라는 것을 암시한다. 이 값은 19세기 초에 인접한 네 번째 베이 (Bay)에 걸쳐 있는 온전한 로마의 경원아치를 묘사한 드 라보르드의 판화를 통해 뒷받침된다. 리미라 다리와 폰테 산 로렌초 같은 초기 예시들과 더불어, 알코네타르 다리는 따라서 세계에서 가장 오래된 결원아치들 중에 손꼽힌다. 이 다리의 존재는 이전에 널리 믿어져 왔고 배웠던 것들과는 대조적으로, 로마의 교량 제작자들은 평평한 아치의 본직절적인 지식을 지녔다는 것을 증명한다.
4.25 m (13.9 ft), 4.45 m (14.6 ft), 4.55 m (14.9 ft)로 측정된 교각의 두께는 강의 가운데로 갈수록 조금씩 커지며, 동시에 교각 사이의 거리도 7.30 m (24.0 ft)에서 10.20 m (33.5 ft)까지 커진다. ‘주교의 명판’이라는 독특한 별칭을 지닌, 다섯 번째이자 마지막 교각은 강바닥에서 전진된 지점에 위치했고 8.10 m (26.6 ft)라는 가장 큰 횡단면을 보유했다. 이 교각은 중세 때의 것일 수 있고 고대 시대의 아치 두 개를 대신하며 감시탑의 토대 역할을 했을 수 있다. 다섯 개 모든 교각들은 쬬족한 스탈링을 통해서 상류면에서 보강되었다.
교각의 외장은 주변 지역의 화강암 마름돌로 이뤄졌으며, 모르타르 혹은 철재 결착재를 사용하지 않은 채로 평행을 이루고 있다 (‘오푸스 콰드라툼’). 교각의 경사로처럼 교각의 내부는 로마 교각들에 적용되는 흔한 방식이었던 로마 콘크리트로 채워졌다. 표면상으로, 평평한 아치가 다리를 길어 보이게 했음이 틀림없으며, 다리의 도로는 수평이나 살짝 볼록한 선을 이뤘다.

## 복원과 측정 치수

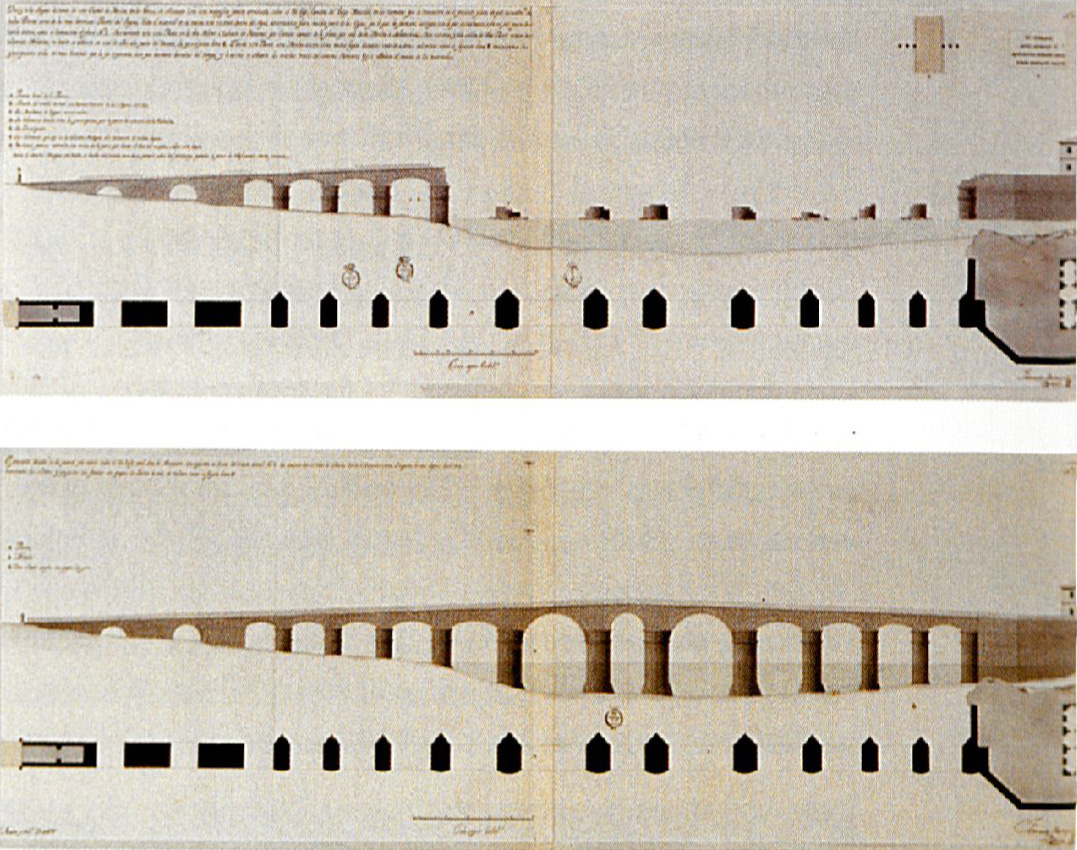
페르난도 로드리게스가 제작한 18세기의 입면도 및 평면도 (view upstream). 위에 다리 그림은 1797년 당시의 모습이고, 아래는 복원 시도 모습이다.

| 다리 요소       | 갈리아노 (1770년경) | 로드리게스 (1797년) | 프리에토 (1925년)  | 두란 (2004년)      |
| --------------- | ------------------- | ------------------- | ------------------ | ------------------ |
| 1번 방수로 경간 | 06.86 m (22.5 ft)   | 07.04 m (23.1 ft)   | 07.00 m (22.97 ft) | 06.95 m (22.8 ft)  |
| 경사로 두께     | 10.60 m (34.8 ft)   | 11.63 m (38.2 ft)   | 12.00 m (39.37 ft) | 14.00 m (45.93 ft) |
| 2번 방수로 경간 | 07.40 m (24.3 ft)   | 07.10 m (23.3 ft)   | 07.50 m (24.6 ft)  | 07.40 m (24.3 ft)  |
| 경사로 두께     | 12.90 m (42.3 ft)   | 11.65 m (38.2 ft)   | 13.00 m (42.65 ft) | 13.50 m (44.3 ft)  |
| 1번 아치 경간   | 07.50 m (24.6 ft)   | 07.62 m (25.0 ft)   | 07.30 m (24.0 ft)  | 07.30 m (24.0 ft)  |
| 1번 교량 두께   | 05.60 m (18.4 ft)   | 04.17 m (13.7 ft)   | 04.25 m (13.9 ft)  | 04.25 m (13.9 ft)  |
| 2번 아치 경간   | 09.00 m (29.53 ft)  | 08.44 m (27.7 ft)   | 08.20 m (26.9 ft)  | 08.10 m (26.6 ft)  |
| 2번 교량 두께   | 05.60 m (18.4 ft)   | 04.19 m (13.7 ft)   | 04.25 m (13.9 ft)  | 04.45 m (14.6 ft)  |
| 3번 아치 경간   | 09.86 m (32.3 ft)   | 08.92 m (29.3 ft)   | 08.95 m (29.4 ft)  | 08.50 m (27.9 ft)  |
| 3번 교량 두께   | 05.50 m (18.0 ft)   | 04.21 m (13.8 ft)   | 04.25 m (13.9 ft)  | 04.55 m (14.9 ft)  |
| 4번 아치 경간   | 10.10 m (33.1 ft)   | 10.32 m (33.9 ft)   | 10.15 m (33.3 ft)  | 10.20 m (33.5 ft)  |
| 4번 교량 두께   |                     | 04.81 m (15.8 ft)   | 04.80 m (15.7 ft)  |                    |
| 5번 아치 경간   |                     | 12.03 m (39.5 ft)   | 11.00 m (36.09 ft) |                    |
| 5번 교량 두께   |                     | 06.21 m (20.4 ft)   |                    |                    |
| 6번 아치 경간   |                     | 16.72 m (54.9 ft)   | 12.00 m (39.37 ft) |                    |
| 6번 교량 두께   |                     | 06.21 m (20.4 ft)   |                    |                    |
| 7번 아치 경간   |                     | 08.92 m (29.3 ft)   | 13.00 m (42.65 ft) |                    |
| 7번 교량 두께   |                     | 06.21 m (20.4 ft)   |                    |                    |
| 8번 아치 경간   |                     | 16.74 m (54.9 ft)   | 14.00 m (45.93 ft) |                    |
| 8번 교량 두께   |                     | 06.21 m (20.4 ft)   |                    |                    |
| 9번 아치 경간   |                     | 11.93 m (39.1 ft)   | 15.00 m (49.21 ft) |                    |
| 9번 교량 두께   |                     | 04.79 m (15.7 ft)   |                    |                    |
| 10번 아치 경간  |                     | 10.22 m (33.5 ft)   | 14.00 m (45.93 ft) |                    |
| 10번 교량 두께  |                     | 04.19 m (13.7 ft)   |                    |                    |
| 11번 아치 경간  |                     | 08.82 m (28.9 ft)   | 13.00 m (42.65 ft) |                    |
| 11번 교량 두께  |                     | 04.19 m (13.7 ft)   |                    |                    |
| 12번 아치 경간  |                     | 08.38 m (27.5 ft)   | 12.00 m (39.37 ft) |                    |
| 12번 교량 두께  |                     | 04.19 m (13.7 ft)   |                    |                    |
| 13번 아치 경간  |                     |                     | 11.00 m (36.09 ft) |                    |
| 13번 교량 두께  |                     |                     |                    |                    |
| 14번 아치 경간  |                     |                     | 10.00 m (32.81 ft) |                    |
| 14번 교량 두께  |                     |                     |                    |                    |
| 15번 아치 경간  |                     |                     | 09.30 m (30.5 ft)  |                    |
| 15번 교량 두께  |                     |                     |                    |                    |
| 16번 아치 경간  |                     |                     | 09.10 m (29.9 ft)  |                    |

## 참고 문헌
- Durán Fuentes, Manuel (2004), 《La Construcción de Puentes Romanos en Hispania》, Santiago de Compostela: Xunta de Galicia, 181–87쪽, ISBN 978-84-453-3937-4
- Fernández Casado, Carlos (1970), 《Historia del Puente en Espania. Puentes Romanos: Puente de Alconétar》, Madrid: Instituto Eduardo Torroja de la Construcción y del Cemento without page numbers
- Galliazzo, Vittorio (1994), 《I ponti romani. Catalogo generale》, Vol. 2, Treviso: Edizioni Canova, 358–361 (No. 755)쪽, ISBN 88-85066-66-6
- Gil Montes, Juan (2004), 〈Elementos de la Ingeniería Romana "Via Delapidata"〉, 《Las Obras Públicas Romanas》, Tarragona: Congreso Europeo
- González Limón, Teresa;  외. (2001), 〈A Brief Analysis of the Roman Bridges of the Way "La via de la Plata"〉,   Lourenço, P. B.; Roca, P., 《Historical Constructions》 (PDF), Guimarães, 247–256쪽
- O'Connor, Colin (1993), 《Roman Bridges》, Cambridge University Press, 108f. (SP20), 171쪽, ISBN 0-521-39326-4
- Prieto Vives, Antonio (May–Aug 1925), “El Puente Romano de Alconétar”, 《Archivo Español de Arte y Arqueología》 2: 147–158